# Liliogłów zielony
Liliogłów zielony (Cochoa viridis) – gatunek średniej wielkości ptaka z rodziny drozdowatych (Turdidae). Występuje w orientalnej Azji, nie jest zagrożony wyginięciem.

## Zasięg występowania
Liliogłów zielony występuje we wschodnich Himalajach i północno-wschodnich Indiach (stan Asam), wschodniej Mjanmie, południowych i wschodnich Chinach (południowy Junnan, Fujian), północno-zachodniej Tajlandii oraz północno-zachodnich Indochinach.

## Taksonomia
Gatunek po raz pierwszy opisał brytyjski naturalista Brian Houghton Hodgson w 1836 roku na łamach czasopisma The journal of the Asiatic Society of Bengal, nadając mu nazwę Co.(choa) Viridis. Jako miejsce typowe odłowu holotypu autor wskazał Nepal. Nowy gatunek opisany w 1924 roku przez Edwarda Charlesa Stuarta Bakera pod nazwą Cochoa rothschildi okazał się być jedną z form liliogłowa zielonego. Takson monotypowy.

### Etymologia
Nazwa rodzajowa: nepalska nazwa Cocho dla liliogłowów.

Epitet gatunkowy: łacińskie viridis – zielony, od virere – być zielonym.

## Morfologia
Długość ciała 25–28 cm, masa ciała samców 88–99 g, samic 117–122 g. U samca upierzenie jest głównie omszało zielone, na koronie i karku błyszczące niebieskie, na twarzy nieco ciemniejszo niebieskie. Spód ciała, zwłaszcza na szyi i brzuchu, niebieskawy. Paski skrzydłowe i lotki srebrzysto-niebieskie z czarnymi pasami i końcówkami; ogon również srebrzysto-niebieski z szerokim czarnym pasmem na jego końcu. Dziób czarny, dość krótkie nogi różowawe. Samica podobna do samca, ale większość upierzenia koloru brązowo-zielonego, zaś na srebrzysto-niebieskich paskach skrzydłowych i lotkach występują brązowo-zielone naleciałości. Młode ptaki mają wzór na skrzydłach podobny do dorosłych, ale czarniawa korona jest w dużej mierze biało okratowana, upierzenie ciała jest brązowawe, mocno cętkowane w górnych częściach ciała.

## Ekologia

### Głos
Pieśń, wykonywana z dogodnego miejsca wysoko nad ziemią, jest bardzo cienkim, równym, monotonnym i czystym gwizdem „fiiiiii” trwającym 2 sekundy. Występują też charakterystyczne ostre, bardzo wysokie i krótkie „pok”.

### Siedlisko i pokarm
Liliogłów zielony zamieszkuje gęsty, wiecznie zielony i liściasty las wilgotny, często w pobliżu małych strumieni na wysokościach 700–1800 m n.p.m. Występuje w różnych warstwach lasu, włącznie z podszytem, ale widywany przede wszystkim w baldachimie i w jego środkowym piętrze. W Laosie obserwowany w różnych siedliskach, w tym w suchym, wiecznie zielonym lesie, w wysokim lesie w dolinach na obszarach wapiennych oraz skarłowaciałym lesie występującym na grzbietach gór.
Liliogłów zielony zjada jagody, owady i mięczaki. W południowym Wietnamie zaobserwowano jak używa kamieni jako kowadła, aby otworzyć muszle ślimaków. Pokarm zdobywa często w parach lub małych stadach, na drzewach i w zaroślach, czasami na ziemi.

### Lęgi

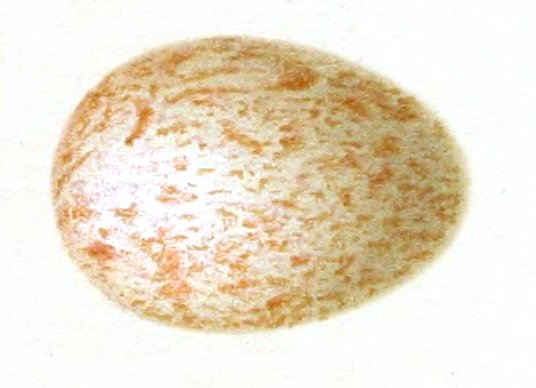
Jajo liliogłowa zielonego

Okres rozrodczy w Himalajach przypada na okres od maja do lipca, natomiast w południowo-wschodniej Azji na okres od kwietnia do czerwca. Gniazdo w kształcie płytkiej miseczki umieszczone do 10 m nad ziemią w rozwidleniu małego drzewa, często w pobliżu wody. Samica składa od 2 do 4 jaj, podobnych do jaj składanych przez liliogłowa purpurowego (C. purpurea). Brak innych informacji na temat rozrodu i wychowu młodych.

## Status i zagrożenia
W Czerwonej księdze gatunków zagrożonych Międzynarodowej Unii Ochrony Przyrody został zaliczony do kategorii LC (ang. Least Concern, najmniejszej troski). Liliogłów zielony nie jest globalnie zagrożony wyginięciem, lecz jest gatunkiem rzadkim lub rzadko spotykanym ze względu na skryty tryb życia. W Chinach populacja została oszacowana na około 100 par lęgowych. Dawniej dość powszechny we wschodnim Manipur w południowo-wschodnich Indiach. Początkowo opisany z Nepalu, ale od lat trzydziestych XIX wieku nie zanotowano stamtąd żadnych zapisów. Gatunek rzadki na obszarze południowo-wschodniej Azji, w Mjanmie i Tajlandii ale prawdopodobnie jest często przeoczany ze względu na tryb życia. W Laosie, częstotliwość z jaką słyszane są jako odgłosy wskazuje że jest gatunkiem stosunkowo powszechnym; wylesianie tego kraju postępuje jednak szybko, również na lokalnych targach znaleziono okazy i pióra tego ptaka.